# Anàleg a la Terra

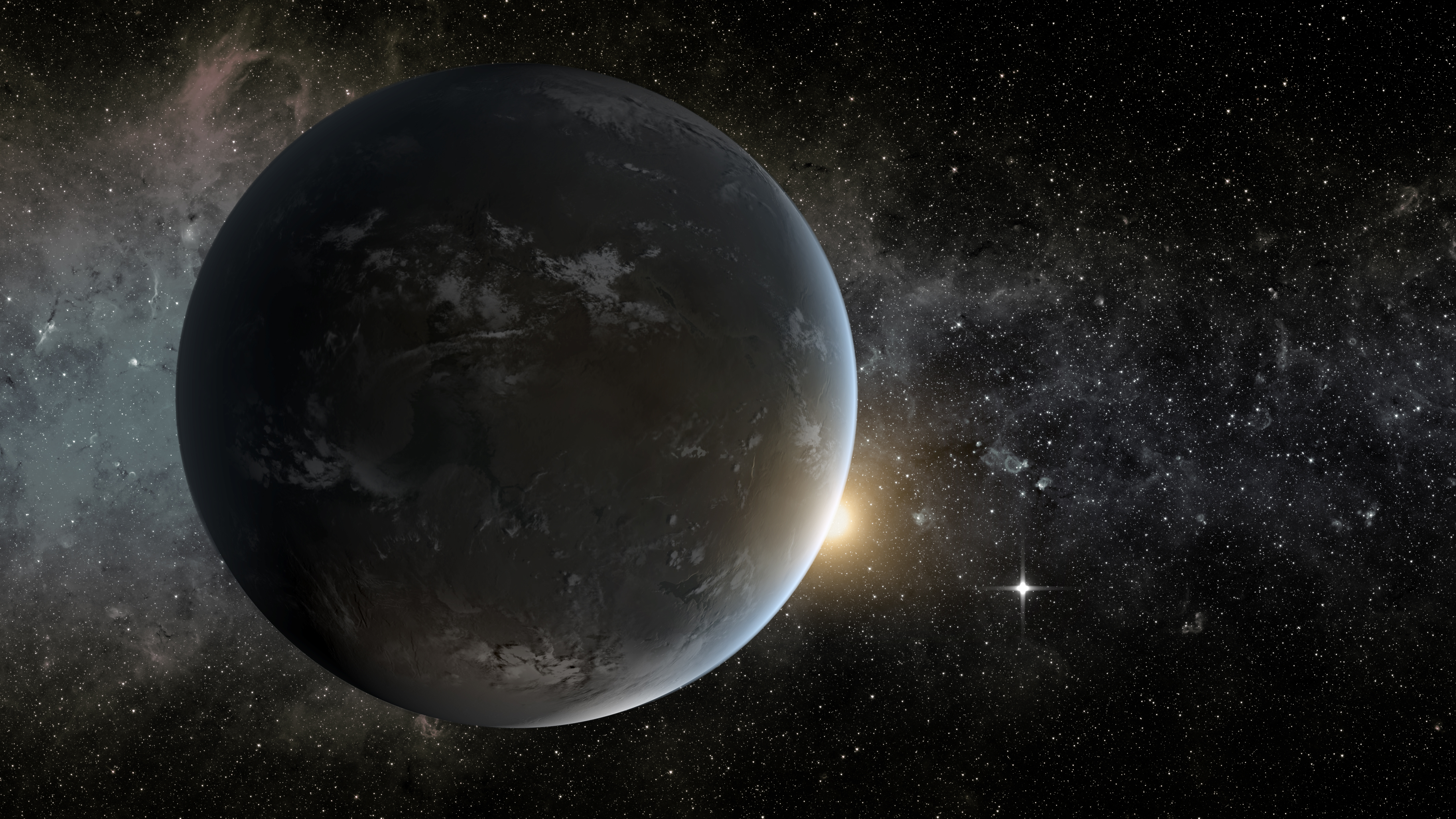
Recreació de Kepler-62f, un dels exoplanetes confirmats amb major IST (Índex de Similitud amb la Terra).

Un anàleg a la Terra, també definit com a Terra bessona, exoterra, segona Terra, Terra alienígena, Terra 2 o planeta tipus-Terra, és un món o planeta amb condicions similars a les terrestres. Per ser considerat un anàleg terrestre, un cos planetari ha d'orbitar al voltant de l'estrella en la zona d'habitabilitat del sistema, col·loquialment denominat zona dels «Rinxolets d'Or», tenir una massa i radi semblants als de la Terra, comptar amb una composició atmosfèrica adequada, pertànyer a una estrella similar al Sol i disposar de la resta de trets bàsics del nostre planeta que permeten, en conjunció amb els anteriors, la presència de vida tal com la coneixem.
Des que en 1995 els astrònoms Michel Mayor i Didier Queloz descobrissin el primer exoplaneta orbitant una estrella similar al Sol, 51 Pegasi b, el gran objectiu dels experts en exoplanetologia ha estat trobar una segona Terra. En els anys posteriors i fins al llançament del telescopi Kepler, els descobriments eren majoritàriament de gegants gasosos que orbitaven eles seves estrelles a distàncies molt curtes, donades les limitacions dels instruments de l'època. Aquesta classe de cossos, denominats júpiters calents, influeixen en gran manera en les seves estrelles i transiten sovint pel davant, la qual cosa facilitava la seva detecció i semblava apuntar a un clar domini d'aquest tipus de planetes per davant de la resta a través del biaix. Amb el temps, la millora en les eines d'investigació va invertir la tendència, sent evident el predomini de cossos tel·lúrics de masses similars a la terrestre per sobre dels de major grandària.
Per classificar els exoplanetes en funció del seu grau de parentiu amb la Terra, la NASA i l'Institut SETI han desenvolupat un indicador, el IST (Índex de Similitud amb la Terra), que estima la semblança en funció de la massa, radi i temperatura d'equilibri estimada del cos planetari. Des de l'anunci oficial del seu descobriment el 6 de juny de 2015, els dos objectes amb major IST del catàleg d'exoplanetes confirmats són Kepler-438b (88%) i Kepler-296 (85%).
La possibilitat de trobar anàlegs a la Terra té especial interès per a la humanitat, perquè pot inferir-se que a major semblança entre un exoplaneta i la Terra, major és la probabilitat que sostingui vida extraterrestre i fins i tot una eventual civilització alienígena. Per aquesta raó, ha estat un tema tractat sovint en l'àmbit de la ciència, el cinema, la literatura i la filosofia. En última instància, el descobriment i colonització d'aquest tipus de planetes garantiria la supervivència de la humanitat davant de catàstrofes mundials com la pròpia mort del Sol.

## Criteris

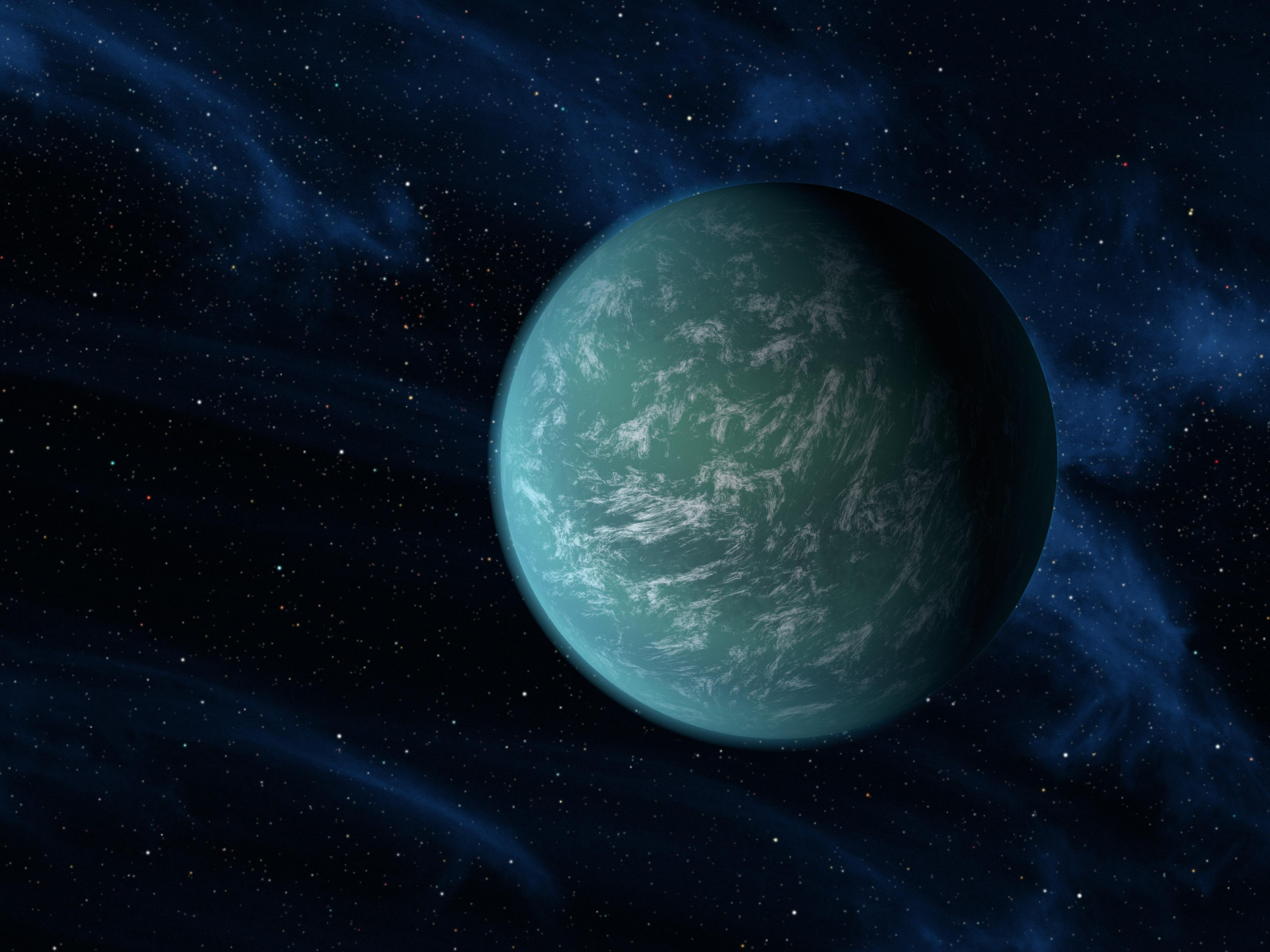
Impressió artística de Kepler-22b, un possible anàleg a la Terra.

Les distàncies còsmiques representen el major obstacle per l'exoplanetologia. La informació disponible, més enllà de l'estricta confirmació de l'existència del planeta-objectiu, es limita a la grandària, massa i distància orbital respecte a la seva estrella, així com les seves característiques bàsiques, que inclouen la metal·licitat. D'aquest últim punt es dedueix una temperatura superficial per a l'objecte, a la qual s'afegeix els efectes d'una atmosfera i albedo similars als de la Terra per calcular la seva temperatura d'equilibri. Amb aquestes dades, s'obté l'Índex de Similitud amb la Terra o IST de l'exoplaneta i es dedueixen les condicions hipotètiques que podrien presentar-se en la seva superfície. Atès que l'IST indica el grau de semblança d'un cos planetari amb la Terra, qualsevol planeta que registri un valor elevat en aquest barem és, per definició, un anàleg a la Terra.
No obstant això, un alt IST no suposa necessàriament l'habitabilitat d'un exoplaneta. Venus és, amb diferència, el cos planetari més hostil per a la vida de tot el Sistema Solar interior, amb una temperatura mitjana de 467 ° i una pressió atmosfèrica superficial de 93 atm. Com a resultat, el seu índex de similitud és del 37%, malgrat que el seu radi mitjà, densitat aparent i velocitat de fuita són molt similars als de la Terra. Si la temperatura real de Venus fos estimada en funció de la distància respecte al Sol, com ocorre amb els exoplanetes descoberts, el seu índex de similitud seria molt major. Així doncs, un exoplaneta amb un IST proper al 100% pot presentar un efecte d'hivernacle desbocat semblant al venusià, mancar d'atmosfera o estar ancorat per marea a una nana vermella fulgurant que inundi cíclicament la seva superfície amb altíssims nivells de radiació ultraviolada. Fins i tot sense pertànyer a un sistema estel·lar d'aquest tipus, és possible que el planeta manqui d'una magnetosfera que el protegeixi davant dels vents estel·lars, la qual cosa impediria la formació d'una capa d'ozó.
Per tant, els trets que determinen si un planeta és un anàleg a la Terra van més enllà dels considerats en el càlcul de l'IST, incloent també la composició atmosfèrica, el tipus d'estrella a la qual pertany i qualsevol altre que influeixi significativament en les condicions del planeta:

### Grandària
La gravetat d'un planeta és directament proporcional a la seva massa. Un exoplaneta poc massiu no tindrà la suficient atracció gravitatòria per retenir la seva atmosfera primigènia i, en cas de disposar d'aigua líquida en la seva superfície, perdrà lentament tot el seu hidrogen, convertint-se en un planeta desert com Mart. En el cas oposat, un planeta terrestre massa massiu pot tenir una atmosfera excessivament densa similar a la de Venus, que bloquegi la llum estel·lar i impedeixi el seu pas a la superfície i/o que provoqués un efecte d'hivernacle descontrolat. Per aquesta raó, els experts centren la seva recerca d'anàlegs a la Terra en aquells exoplanetes amb masses compreses entre 0,8-1,9 M⊕ i radis d'entre 0,5-2,0 R⊕.
No obstant això, el marge real pot ser fins i tot més restrictiu. Els estudis de l'equip de Courtney Dressing, del Centre d'Astrofísica Harvard-Smithsonian (CfA), indiquen que existeix un límit fixat en 1,6 radis terrestres (R⊕) per sota del qual pràcticament tots els planetes presenten una composició de roca-ferro similar a la de Venus i la Terra. Aquestes investigacions demostren que la densitat mitjana dels cossos planetaris decreix a mesura que augmenta el seu radi a partir d'aquest límit, la qual cosa suposa un increment substancial en les concentracions d'aigua o altres compostos volàtils. No obstant això, de l'estudi es desprèn que, en general, els objectes amb una massa per sota de les 6 masses terrestres (M⊕) tenen altes probabilitats de registrar una composició semblant a la de la Terra.
Durant la conferència que va anunciar el descobriment de Kepler-62e i Kepler-62f, l'investigador Bill Borucki, del Centre d'Investigació Ames de la NASA, i el professor Dimitar Sasselov, de la Universitat Harvard, van publicar les prediccions dels models informàtics aplicats a aquests planetes, que indicaven que possiblement fossin mons oceànics. Les investigacions semblen indicar que els planetes-oceà representen un estat de transició entre els cossos tel·lúrics amb terres emergides com el nostre planeta i els de tipus minineptú, habitual en sistemes en els quals altres objectes amb òrbites inferiors hagin reunit la major part dels elements pesants disponibles en el disc protoplanetari durant el procés de formació. Això pot ser especialment significatiu en planetes situats a la zona d'habitabilitat de nanes vermelles, ja que poden arribar a acumular 25 vegades més aigua que la Terra. No obstant això, no hi ha raons que comprometin el potencial dels planetes-oceà per contenir vida.
La grandària d'un exoplaneta també influeix en el seu camp magnètic i la seva tectònica de plaques. Les superterres i les megaterres poden presentar condicions internes molt diferents a les de la Terra i no hi ha una opinió consensuada sobre la probabilitat que existeixin en aquest tipus de planetes. Alguns models apunten al fet que la tectònica de plaques és un procés geològic poc actiu en les superterres, mentre que d'altres declaren que es tracta d'un fenomen comú, fins i tot si el planeta manca d'aigua.

### Temperatura

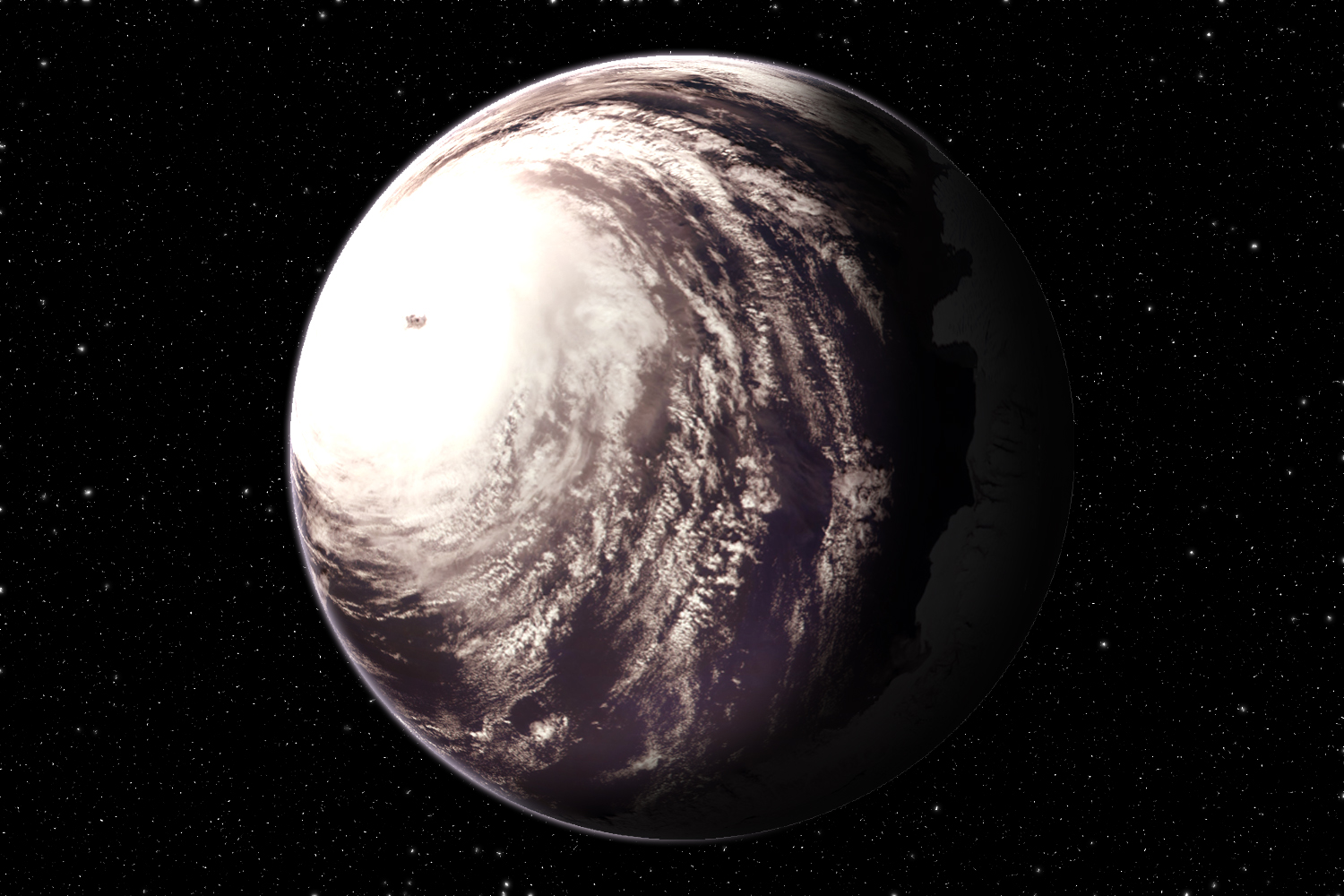
Possible aspecte d'un planeta oceà situat en la zona d'habitabilitat d'una nana vermella.

Hi ha diversos factors que poden determinar la temperatura d'un planeta. A més de la distància respecte a la seva estrella i la seva lluminositat, també influeixen la seva albedo, densitat i composició atmosfèrica, especialment el percentatge de gasos amb efecte d'hivernacle, així com un possible acoblament de marea. Tal com se sospita que va ocórrer a la Terra durant el Període Criogènic, és probable que una temperatura mitjana lleugerament inferior a la terrestre comporti una major extensió dels casquets polars i, en conseqüència, de l'albedo del planeta. En última instància, la quantitat addicional de llum reflectida a l'espai donarà lloc a un descens de les temperatures i a un augment en l'extensió de les capes de gel, iniciant així un procés retroalimentatiu que culminarà en una glaciació global permanent.
De la mateixa manera, una composició atmosfèrica amb major presència de gasos amb efecte d'hivernacle que la Terra, pot desencadenar un efecte d'hivernacle descontrolat similar al de Venus. A diferència d'un cicle de glaciació global, al que la pròpia activitat volcànica del planeta pot posar fi, és molt difícil que les condicions del propi exoplaneta o del seu sistema canviïn prou per escapar a una situació d'efecte d'hivernacle desbocada. Amb freqüència, els cossos més massius que la Terra que orbiten en el límit intern de la zona habitable de la seva estrella, són catalogats com a supervenus i no com a superterres.
L'ancoratge per marea és un altre dels factors que pot influir substancialment en la temperatura d'un planeta. Té lloc típicament en estrelles de tipus M i K-tardà, on la zona d'habitabilitat no traspassa el límit d'ancoratge. Per tant, qualsevol exoplaneta que orbiti a una estrella d'aquest tipus a la seva zona habitable tindrà un hemisferi constantment exposat a la llum estel·lar i un altre en perpètua foscor. A més de la major exposició a l'activitat estel·lar per motiu de la proximitat, l'acoblament pot canviar la dinàmica interna de l'exoplaneta i posar fi a la seva magnetosfera, exposant-lo als vents estel·lars. És d'esperar que aquests cossos registrin grans diferències de temperatura entre l'hemisferi diürn i el nocturn que poden desencadenar la congelació de tota la seva aigua i atmosfera en la cara nocturna, si el planeta no compta amb una atmosfera prou densa per repartir eficaçment la calor. No obstant això, si no es compleix cap d'aquests supòsits, deurien donar-se temperatures moderades en la zona del crepuscle del planeta que permetessin la seva habitabilitat.
És probable que es registrin temperatures més estables en planetes que orbitin a anàlegs solars a la seva zona habitable, ja que es troben prou allunyats de les seves estrelles per presentar ancoratge per marea. A més, la grandària de la zona d'habitabilitat és directament proporcional a la lluminositat de l'estrella, sent més àmplia com més gran ho sigui. Al novembre de 2013, les dades de la missió Kepler van permetre als astrònoms estimar el nombre d'exoplanetes de massa terrestre que orbiten a una estrella anàleg al Sol a la seva zona d'habitabilitat en 11.000 milions, només en la nostra galàxia.
La pròpia vida és en si mateixa un factor d'habitabilitat, moderant i estabilitzant la temperatura del planeta mitjançant mecanismes com l'activitat fotosintètica, que va permetre l'aparició dels organismes aerobis a la Terra. Existeix un ampli consens entre la comunitat científica a favor de l'evolució de les espècies com a llei universal, per la qual cosa cal esperar que tal com va succeir a la Terra, els organismes simples puguin modificar les condicions d'habitabilitat planetària, especialment la temperatura i la composició atmosfèrica, permetent l'aparició d'altres formes de vida.

### Estrella

Classificació de Morgan-Keenan.

Les característiques d'una estrella determinen les condicions presents en un sistema planetari. Les més massives i lluminoses (tipus O i similars) produeixen un efecte de fotoevaporació que impedeix la formació de planetes, pel que és pràcticament impossible trobar anàlegs a la Terra orbitant a estrelles d'aquest tipus. A més, la vida d'un cos estel·lar és inversament proporcional a la seva massa i és possible que fins i tot en estrelles tipus A i F la vida no disposi de temps suficient per evolucionar.
En l'altre extrem, les més petites, nanes vermelles i taronges tipus K-tardà, compten amb una zona habitable molt petita i propera. Aquesta proximitat pot suposar que qualsevol exoplaneta situat a una distància adequada perquè existeixi aigua líquida sobre la seva superfície es trobi ancorat per marea, oferint sempre la mateixa cara a la seva estrella. Al seu torn, la dinàmica d'aquestes estrelles és molt diferent a la solar, presentant bruscs descensos i increments de lluminositat que afectarien en gran manera a qualsevol forma de vida present en el sistema. Els efectes poden ser encara més perjudicials si es tracta d'estrelles fulgurants, un estat que sembla comú en els primers milers de milions d'anys d'aquestes estrelles. La possible existència de vida en planetes pertanyents a estrelles d'aquest tipus és objecte de debat i de gran interès per l'astrobiologia, ja que són les més comunes i longeves, i la seva estabilitat augmenta a mesura que envelleixen. Les nanes taronges de tipus K podrien ser ideals per al desenvolupament de la vida, per presentar els mateixos avantatges que les de tipus M i K-tardà sense els seus inconvenients.
Un altre dels factors a considerar és la metal·licitat de l'estrella. Aquelles amb valors molt baixos seran pobres en elements pesants, igual que el seu sistema, afectant notòriament a la composició dels planetes que puguin formar-se al seu al voltant. Segons autors com a G. González, P. Ward i D. I. Brownlee, la metal·licitat estel·lar varia en funció de la regió de la galàxia, donant lloc al que van denominar zona gaLàctia habitable. En la Via Làctia, Aquesta regió formaria un anell entre 4 i 10 kpc del centre galàctic. Més a prop del nucli de la galàxia, l'exposició a supernoves i altres esdeveniments còsmics altament energètics impedirien la presència de formes de vida complexes, i més lluny la metal·licitat seria massa feble per permetre la formació planetària.
Com a resultat, s'espera que els anàlegs a la Terra pertanyin a anàlegs solars, és a dir, amb una massa, grandària i metal·licitat similars als del Sol, o a estrelles tipus K.

### Composició atmosfèrica

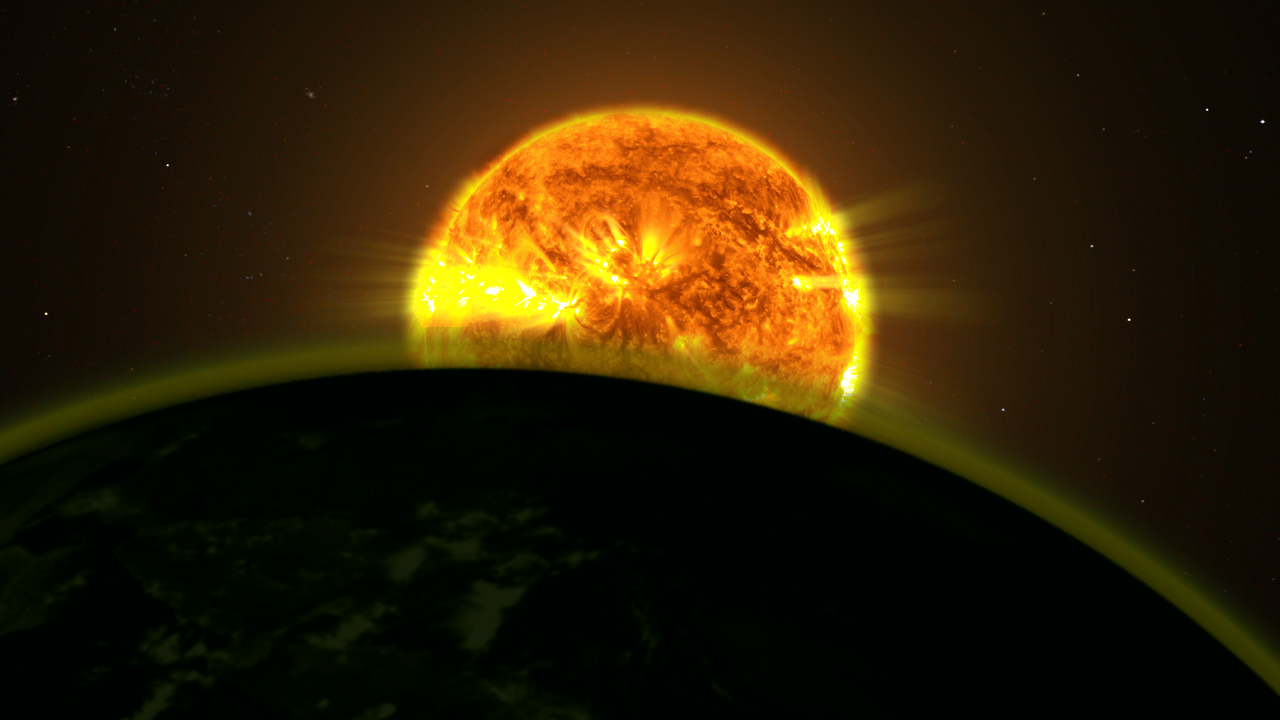
Il·lustració artística d'un exoplaneta amb senyals d'aigua en la seva atmosfera

Els principals components de l'atmosfera de la Terra són molt comuns en l'univers. És probable que tots els planetes comptin o hagin comptat en algun moment de la seva història amb una atmosfera més o menys densa composta parcialment o totalment d'hidrogen, oxigen, nitrogen i/o compostos químics derivats, com el diòxid de carboni, metà, vapor d'aigua, etc. L'atmosfera terrestre es compon principalment de nitrogen (78%) i oxigen (21%), com a conseqüència de l'activitat fotosintètica. La composició atmosfèrica de la Terra ha variat substancialment amb el pas del temps, com després de la Gran Oxidació, alterant significativament les condicions superficials del planeta. És possible que, tal com se sospita que va ocórrer a la Terra, sorgeixin microorganismes en oceans extraterrestres que donin lloc a altres capaços de realitzar la fotosíntesi, en un procés de convergència evolutiva. Amb el pas del temps, podrien modificar la composició de l'atmosfera i adequar-la a organismes complexos.
Se sol considerar a l'oxigen molecular (O₂) i al seu subproducte fotoquímic, l'ozó (O₃), com les biofirmes atmosfèriques més sòlides, és a dir, com els millors indicadors de l'origen orgànic de l'oxigen present en l'entorn. No obstant això, la fotòlisis de l'aigua per la radiació ultraviolada, seguida de la fuita hidrodinàmica de l'hidrogen, pot desencadenar una acumulació d'oxigen en l'atmosfera de planetes propers a la seva estrella sotmesa a un efecte d'hivernacle descontrolat. Es creia que en aquells cossos situats a la zona d'habitabilitat, la fotòlisis de l'aigua estaria fortament limitada per paranys de fred de vapor d'aigua en l'atmosfera baixa. No obstant això, l'extensió del parany de fred depèn en gran manera de la quantitat de gasos no condensables, com el nitrogen i l'argó, presents en l'atmosfera. En absència d'aquests gasos la probabilitat d'una acumulació d'oxigen depèn també de la història d'acreció del planeta, química interna, dinàmica atmosfèrica i trets de la seva òrbita. Per tant, l'oxigen en si mateix no representa una biofirma robusta. La ràtio de nitrogen i argó a oxigen podria detectar-se estudiant les variacions de la radiació infraroja amb la fase orbital o per espectroscòpia de transmissió en conjunció amb l'anàlisi de la dispersió de Rayleigh durant un trànsit astronòmic en un cel buit i una atmosfera lliure d'aerosols.
Els mitjans actuals manquen de la precisió necessària per realitzar aquests estudis espectroscòpics en exoplanetes de massa terrestre que orbitin a les seves estrelles a la zona habitable. La posada en marxa d'alguns telescopis terrestres i orbitals projectats per a un futur proper permetrà resoldre algunes de les incògnites plantejades, estudiant la composició atmosfèrica dels potencials anàlegs terrestres i confirmant, o descartant, la presència de vida.

### Altres factors

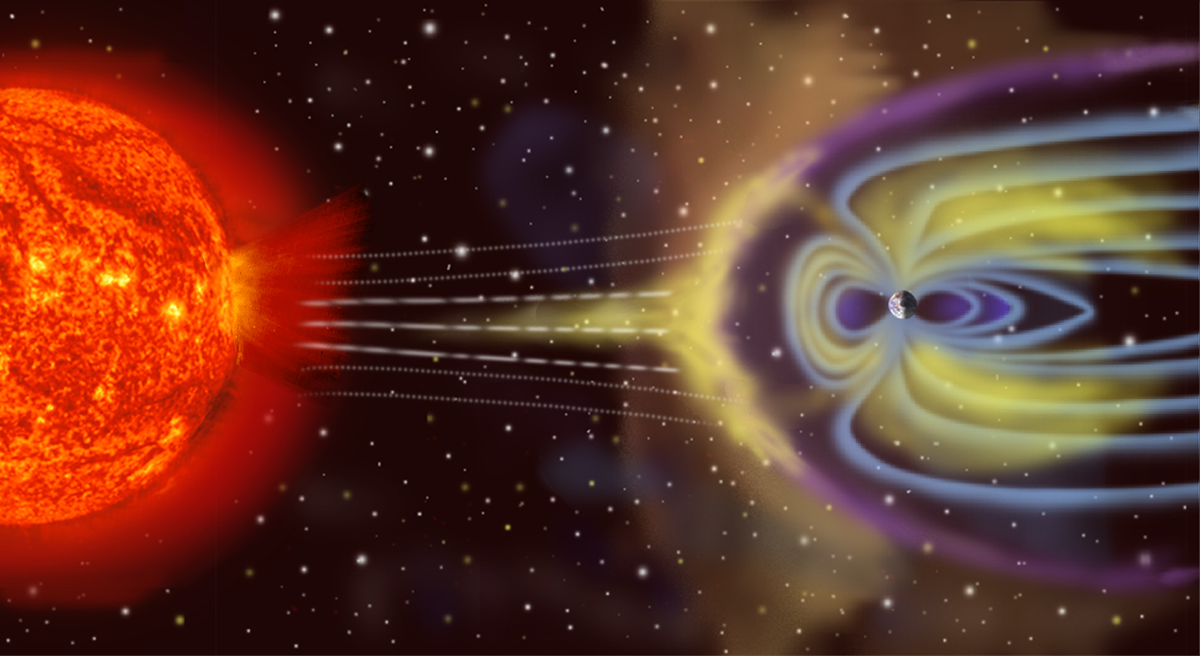
Imatge artística de la magnetosfera terrestre i la seva interacció amb el vent solar.

Més enllà dels trets bàsics que es pressuposen a un anàleg a la Terra, existeixen altres múltiples factors a considerar que podrien alterar significativament les condicions d'habitabilitat d'un exoplaneta, com la presència d'un camp magnètic que el protegeixi Davant dels vents estel·lars. La magnetosfera de la Terra neix de la separació del nucli de la Terra en diferents capes. El nucli extern es compon principalment de ferro fos d'alta conductivitat que genera el magnetisme mitjançant la llei d'Ampère. Els exoplanetes amb massa, densitat, composició i rotació similars als de la Terra haurien de presentar un camp magnètic equivalent. No obstant això, la major massa de les superterres pot produir altes pressions amb grans viscositats i altes temperatures de fusió, que impedeixin la separació de l'interior en diferents capes, resultant en mantells indefinits sense un nucli determinat. En aquests casos, l'òxid de magnesi, que és rocós a la Terra, pot trobar-se en estat líquid a l'interior de les superterres, generant un camp magnètic. En planetes ancorats per marea a les seves estrelles, l'absència de rotació pot impedir la formació d'una magnetosfera, i la consegüent exposició als vents estel·lars podria expulsar tot el seu hidrogen a l'espai i convertir-los en planetes-desert.
Les catàstrofes esdevingudes al llarg de la història de l'exoplaneta poden modificar les seves condicions d'habitabilitat. Fins i tot complint amb la resta de criteris clau, una col·lisió amb un protoplaneta durant la formació del sistema pot alterar significativament la inclinació de l'eix i la velocitat de rotació del planteja, com se sospita que va ocórrer a Venus i Urà,, i ocasionar la pèrdua de la magnetosfera. D'igual manera, l'òrbita del sistema al voltant de la galàxia pot aproximar-lo a estrelles massives que es trobin al final de la seqüència principal i a punt d'esclatar en forma de supernova, despullant al planeta de la seva hipotètica ozonosfera, i fins i tot, en casos extrems, de la major part de la seva atmosfera. Hi ha una infinitat d'eventualitats que poden acabar amb l'aptitud per a la vida del planeta, encara que la seva massa i temperatura d'equilibri suggereixin el contrari. Novament, l'anàlisi de la seva atmosfera eliminaria els dubtes sobre aquest tema.

## Investigació

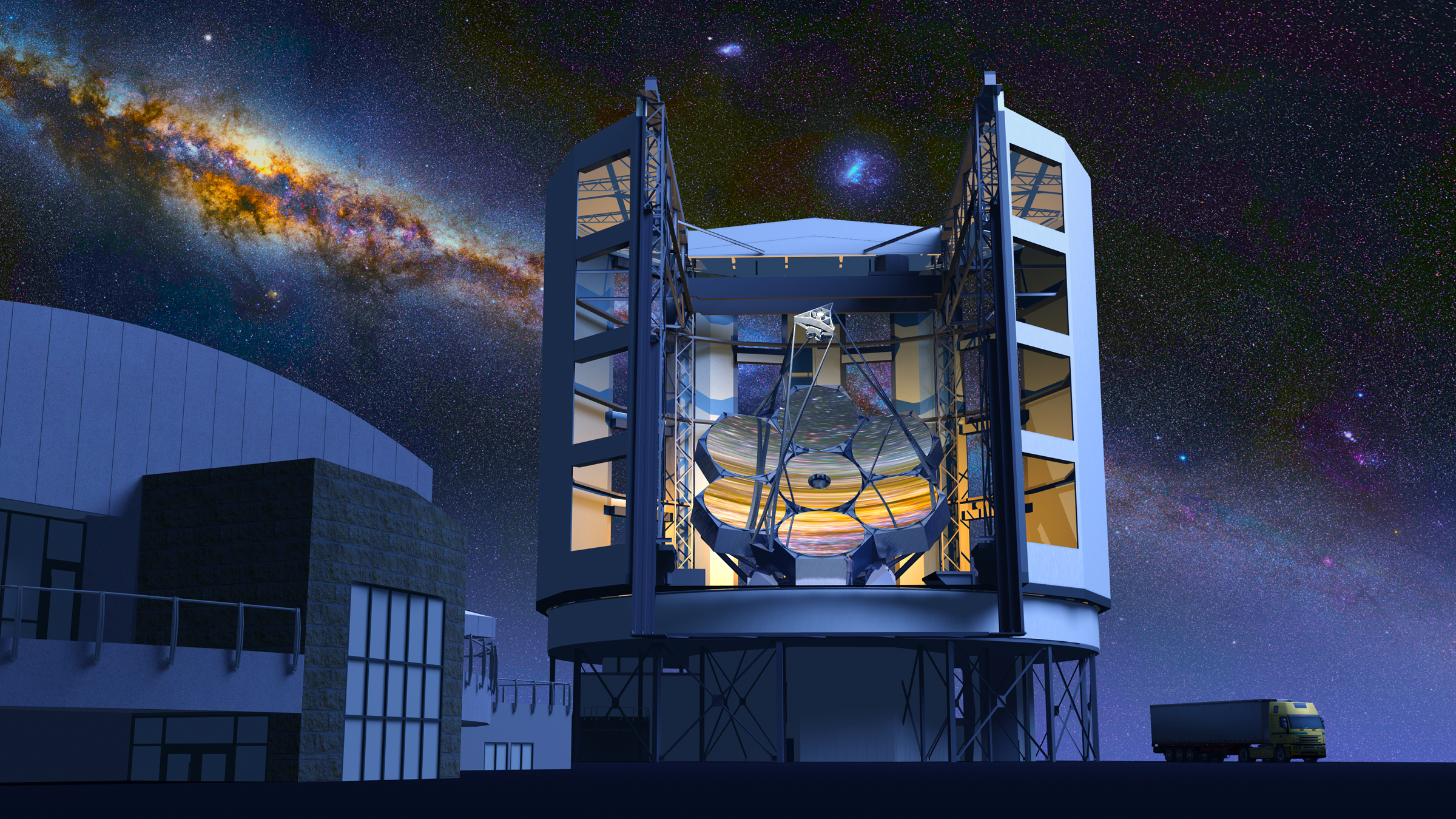
Telescopi Gegant de Magallanes (GMT)

Els primers exoplanetes detectats amb possibilitats d'albergar vida eren principalment superterres com Gliese 581 d, Gliese 581 g i Gliese 667 Cc. En tots els casos, pertanyien a nanes vermelles i tenien òrbites molt reduïdes, la qual cosa permetia detectar amb facilitat les oscil·lacions de la seva estrella. Amb independència dels problemes per a la vida derivats de la seva massa elevada, aquests planetes es troben gairebé amb total seguretat ancorats per marea a les seves estrelles. La seva habitabilitat potencial encara és objecte d'estudi.
El perfeccionament en els mètodes de detecció d'exoplanetes en els últims anys, gràcies a eines com el telescopi espacial Kepler, ha suposat una revolució en l'àmbit de l'astronomia. En menys d'una dècada, les troballes han passat de centrar-se en júpiters calents a superterres i, en última instància, a objectes de massa terrestre. Aquests avanços han despertat un interès inusitat en la recerca del primer bessó de la Terra i les principals agències aeroespacials del món s'han bolcat a projectar missions cada vegada més ambicioses capaces de trobar un anàleg terrestre. La crisi econòmica global de 2008 i les consegüents retallades governamentals han posat fre a alguns d'aquests projectes, obligant a posposar-los indefinidament o a reemplaçar-los per alternatives més econòmiques.
Entre els projectes cancel·lats o posposats indefinidament destaquen el Projecte Espacial Darwin de l'ESA i el Terrestrial Planet Finder de la NASA. Aquests telescopis espacials haurien tingut la capacitat de detectar exoplanetes de massa similar a la Terra i d'estudiar les seves atmosferes, podent trobar biofirmes que corroboressin la presència de vida.
Els principals projectes en curs d'observatoris terrestres i orbitals capaços d'aportar nova informació sobre planetes similars a la Terra són:
| Tipus      | Nom         | Primeres observacions | Notes |
| ---------- | ----------- | --------------------- | --- |
| Terrestres | GMT         | 2021                  | Amb set miralls principals de 8,4 m, se centrarà en la localització i caracterització de nous exoplanetes. |
| Terrestres | TMT         | 2022                  | Els seus miralls segmentats sumaran 30 m de diàmetre i aportaran una capacitat de detecció exoplanetaria sense precedents entre els telescopis terrestres. |
| Terrestres | E-ELT       | 2024                  | Amb 39 m de diàmetre, permetrà la caracterització precisa d'exoplanetes de massa similar a la terrestre. |
| Orbitals   | TESS        | 2018                  | Cobrirà una àrea del cel almenys 400 vegades superior a qualsevol missió prèvia. Se centrarà a detectar planetes d'una grandària similar a la Terra. |
| Orbitals   | Cheops      | 2018                  | Com el Kepler, descobrirà nous exoplanetes mitjançant la detecció dels seus trànsits, però enfocant a cada estrella individualment. D'aquesta manera, podrà identificar la massa i radi dels exoplanetes de forma precisa, i aportar informació sobre la relació entre la densitat dels planetes i la seva grandària. |
| Orbitals   | JWST        | 2021                  | Identificarà i caracteritzarà exoplanetes amb més precisió que el Kepler. Permetrà estudiar les atmosferes de superterres properes a la recerca de components que indiquin la presència de vida. |
| Orbitals   | PLATO       | 2022-2024             | Com el Kepler, el Cheops i el TESS, emprarà el mètode de trànsit en la detecció exoplanetària. L'objectiu de la missió és trobar i caracteritzar un gran nombre de sistemes planetaris propers. |
| Orbitals   | WFIRST-AFTA | 2024                  | Comptarà amb un mirall del mateix diàmetre que el del Hubble però amb un camp de visió 200 vegades major. |
| Orbitals   | ATLAST      | 2025                  | Amb un diàmetre de gairebé 17 metres, podrà estudiar al detall exoplanetes de massa terrestre que pertanyin a la zona habitable de les seves estrelles, incloent una anàlisi precís de les seves atmosferes. |
| Orbitals   | HDST        | 2030-2040             | Identificarà diverses desenes d'exoplanetes similars a la Terra i estudiarà les seves atmosferes, oferint una precisió entre 100 i 1000 vegades superior a la del Hubble. |

## Descobriments
La posada en funcionament del telescopi Kepler ha incrementat exponencialment el ritme de descobriments exoplanetaris. L'actualització de la base de dades de la NASA del 23 de juliol de 2015 eleva la xifra d'exoplanetes confirmats a 1879 i a 4696 el nombre de candidats tot esperant confirmació. Les observacions del Kepler han permès descartar el biaix produït pels mètodes de detecció anteriors, indicant un clar predomini dels planetes terrestres sobre els gegants gasosos.
Aquests descobriments han influït en gran manera en l'astrobiologia, en els models d'habitabilitat planetària i en la recerca de vida extraterrestre. La NASA i l'Institut SETI han proposat la classificació dels anàlegs terrestres en funció d'un barem, l'Índex de Similitud amb la Terra (IST), que parteix de la massa, radi i temperatura d'un planeta per estimar el seu grau de parentiu amb la Terra. Així, un IST elevat indica un alt grau de semblança amb el nostre planeta i possiblement unes condicions adequades per a la vida tal i la com la coneixem. Kepler-438b (88%) i Kepler-296e (85%) ocupen els primers llocs de la llista d'exoplanetes confirmats en funció de la seva IST, encara que hi ha candidats a l'espera de confirmació oficial amb una puntuació fins i tot major: KOI-4878.01 (98%), KOI-3456.02 (93%) i KOI-5737.01 (90%). KOI-4878.01 podria ser el primer autèntic bessó de la Terra.
El 23 de juliol de 2015 la NASA va confirmar el descobriment de Kepler-452b, el primer exoplaneta trobat amb un IST superior al 80% que pertany a una estrella similar al Sol. Atès que el tipus estel·lar no es considera en el càlcul de l'IST i que el seu radi, d'1,63 R⊕, supera amb escreix la grandària de la Terra; ocupa el cinquè lloc entre els planetes amb major índex de similitud (al costat de Kepler-62e). No obstant això, els experts de la NASA i els seus propis descobridors consideren a Kepler-452b com «el més proper a un anàleg a la Terra descobert de moment» en funció de la seva grandària, òrbita i estel; encara que no descarten la possibilitat que es tracti d'un planeta oceà o d'un món gasós.
El telescopi Kepler, autor del descobriment, deu el seu èxit en la troballa de nous planetes a la seva precisió i a l'enfocament en els trànsits planetaris com a principal mètode de detecció. L'ocupació d'aquest mètode fa que els anàlegs terrestres que transiten amb major freqüència, és a dir, els que pertanyen a estrelles tipus M i K-tardans, més petites que el Sol i amb zones d'habitabilitat més properes, siguin més fàcils de confirmar. Per contra, els que pertanyen a estrelles similars al Sol solen ser més difícils de detectar i la probabilitat que els senyals percebuts siguin errònies és relativament alta. Kepler-452b és una de les poques excepcions en les quals un exoplaneta pertanyent a una estrella d'aquest tipus no acaba sent catalogat com un fals positiu, com va ocórrer amb KOI-5123.01 i KOI-5927.01. Per tant, és possible que l'existència de KOI-4878.01 acabi sent descartada.

### Confirmats
La classificació dels deu exoplanetes confirmats amb major IST i les seves característiques estimades en comparació de la Terra són les següents:

#### Descripció dels camps
Els principals criteris avaluats són:

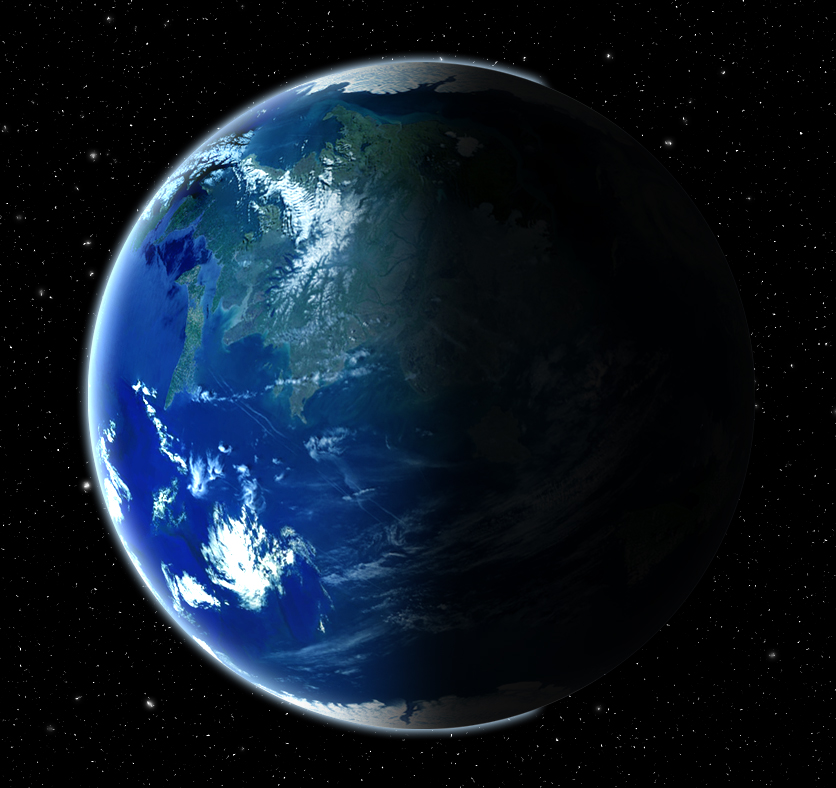
Possible aspecte d'un anàleg a la Terra.

- IST (Índex de Similitud amb la Terra): Compara la similitud amb la Terra en una escala de 0 a 1, on l'1 representa uns valors idèntics a la Terra en els criteris avaluats. L'IST depèn del radi, la densitat, la velocitat d'escapament i la temperatura de superfície del planeta.
- SPH (Standard Primary Habitability): Indica l'aptitud d'un planeta per a la presència de vida vegetal. Varia de 0 a 1, on 0 correspon a unes condicions totalment inhòspites i 1 un ambient perfecte per la producció primària. Depèn de la temperatura superficial i de la humitat relativa, normalment calculada a partir de la densitat atmosfèrica benvolguda.
- HZD (Habitable Zone Distance): Mesura la distància respecte al centre de la zona habitable en termes relatius. Varia de -1, confín intern de la zona, a +1, confín extern, on 0 correspon al centre de la zona. Aquest valor depèn de la lluminositat estel·lar, de la temperatura superficial de l'estrella i del semieix major de l'òrbita planetària.
- HZC (Habitable Zone Composition): Mostra la composició principal del planeta, en funció de la massa i/o radi. Valors propers a 0 representen probablement una combinació de ferro, roca i aigua similar a la terrestre; valors inferiors a -1 a objectes astronòmics compostos principalment de ferro; i valors superiors a +1 a planetes gasosos.
- HZA (Habitable Zone Atmosphere): És una estimació de la densitat atmosfèrica. Depèn principalment de la massa i radi del planeta. Els objectes astronòmics amb HZA proper a -1 probablement tindran atmosferes molt tènues o inexistents, mentre que aquells amb valors majors que +1 possiblement siguin gegants gasosos. Valors entre -1 i 1 indiquen una densitat atmosfèrica més tolerable per a la vida, encara que el 0 no representa necessàriament l'òptim.
- CTHP (Classificació Tèrmica d'Habitabilitat Planetària): Assigna el lloc que ocupa el planeta en la classificació tèrmica d'habitabilitat planetària: Hipopsicroplaneta (hP), frígid, per sota dels -50 ℃, psicroplaneta (P) fred, entre -50 i 0 ℃, mesoplaneta (M) amb temperatures intermèdies, entre 0 i 50 ℃, termoplaneta (T) càlid, entre 50 i 100 ℃ i hipertermoplaneta (hT) —molt càlid, per sobre de 100 ℃.
- Tipus E (Tipus d'Estrella): Classifica els objectes segons el tipus d'estrella a la qual orbiten.

#### Llista
| #   | Nom              | IST  | SPH  | HZD   | HZC   | HZA   | Temp (?) | Massa (M⊕) | Radi (R⊕) | CTHP          | Tipus E | Període orbital | Distància  | Any desc.   |
| --- | ---------------- | ---- | ---- | ----- | ----- | ----- | -------- | ---------- | --------- | ------------- | ------- | --------------- | ---------- | ----------- |
| N/d | Terra            | 1,00 | 0,72 | -0,50 | -0,31 | -0,52 | 15 ℃     | 1 M⊕       | 1 R⊕      | mesoplaneta   | G       | 365,26 dies     | 0          | prehistòric |
| 1   | Kepler-438b      | 0,88 | 0,50 | -0,94 | -0,17 | -0,49 | 37,45 ℃  | 1,27 M⊕    | 1,12 R⊕   | mesoplaneta   | K       | 35,23 dies      | 472,9 al.  | 2015        |
| 2   | Kepler-296e      | 0,85 | 0,75 | -0,87 | -0,16 | 0,04  | 33,45 ℃  | 3,32 M⊕    | 1,48 R⊕   | mesoplaneta   | M       | 34,14 dies      | 1692,8 al. | 2015        |
| 3   | Gliese 667 Cc    | 0,84 | 0,64 | -0,62 | -0,15 | 0,21  | 13,25 ℃  | 3,80 M⊕    | 1,54 R⊕   | mesoplaneta   | M       | 28,14 dies      | 23,6 al.   | 2011        |
| 4   | Kepler-442b      | 0,84 | 0,04 | -0,34 | -0,16 | -0,06 | -2,65 ℃  | 2,34 M⊕    | 1,34 R⊕   | psicroplaneta | K       | 112,31 dies     | 1115,5 al. | 2015        |
| 5   | Kepler-62e       | 0,83 | 0,96 | -0,70 | -0,15 | 0,28  | 28,45 ℃  | 4,54 M⊕    | 1,61 R⊕   | mesoplaneta   | K       | 122,39 dies     | 1200,3 al. | 2013        |
| 6   | Kepler-452b      | 0,83 | 0,93 | -0,61 | -0,15 | 0,30  | 29,35 ℃  | 4,72 M⊕    | 1,63 R⊕   | mesoplaneta   | G       | 384,84 dies     | 1402,5 al. | 2015        |
| 7   | Gliese 832 c     | 0,81 | 0,96 | -0,72 | -0,15 | 0,43  | 21,55 ℃  | 5,40 M⊕    | 1,69 R⊕   | mesoplaneta   | M       | 35,68 dies      | 16,1 al.   | 2014        |
| 8   | EPIC 201367065 d | 0,80 | 0,00 | -1,00 | -0,15 | 0,06  | 48,95 ℃  | 3,66 M⊕    | 1,52 R⊕   | mesoplaneta   | M       | 44,56 dies      | 146,8 al.  | 2015        |
| 9   | Kepler-283c      | 0,79 | 0,85 | -0,58 | -0,14 | 0,69  | 17,95 ℃  | 7,04 M⊕    | 1,81 R⊕   | mesoplaneta   | K       | 92,74 dies      | 1741,7 al. | 2014        |
| 10  | Tau Ceti e       | 0,78 | 0,00 | -0,92 | -0,15 | 0,16  | 49,75 ℃  | 4,29 M⊕    | 1,59 R⊕   | mesoplaneta   | G       | 168,12 dies     | 11,9 al.   | 2012        |

### Teories

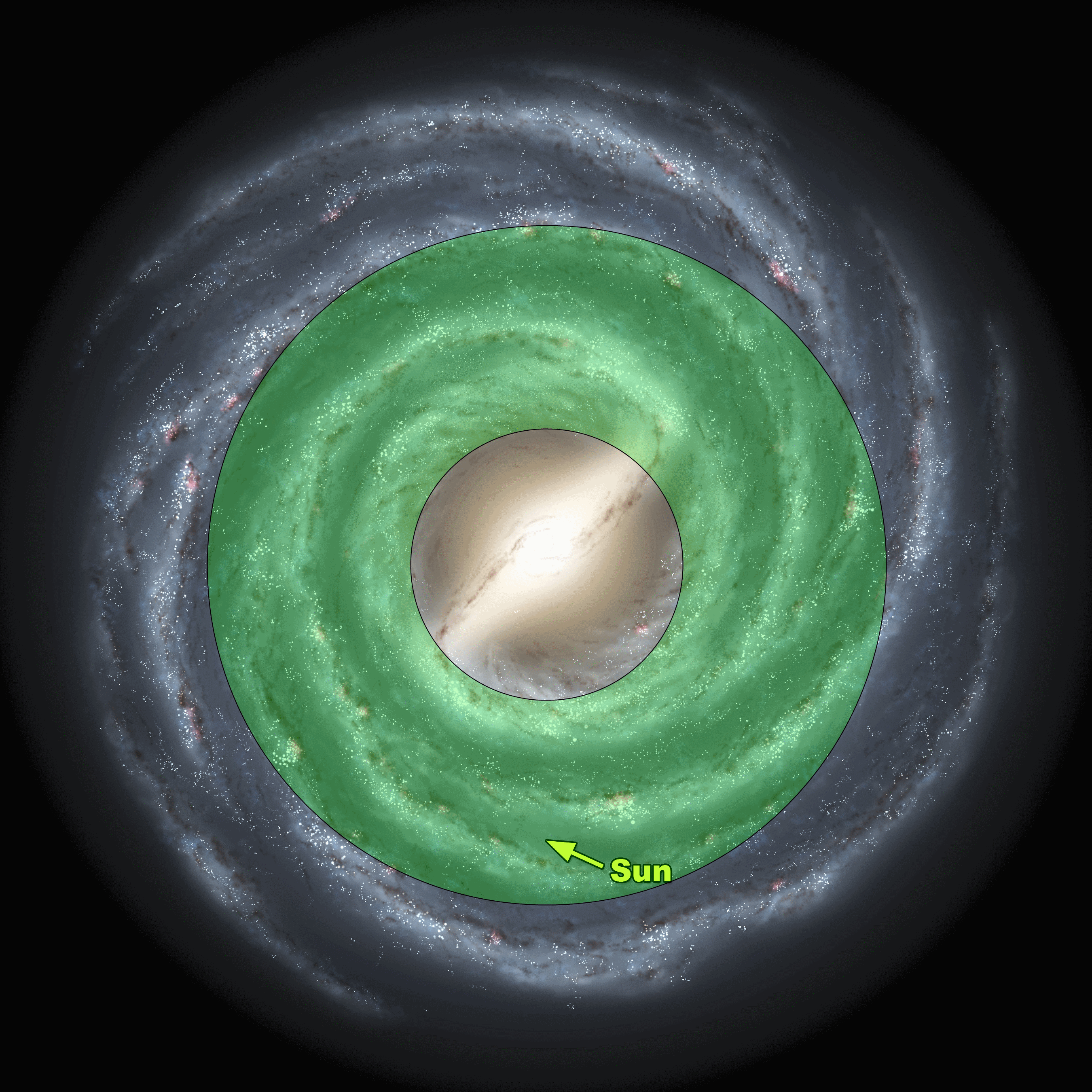
La zona gaLàctia habitable forma un anell entre 4 i 10 kpc del centre de la galàxia.

Durant anys, els experts han debatut la freqüència amb la qual apareixen els anàlegs terrestres, sorgint dos vessants clarament diferenciats: la hipòtesi de la Terra especial i el principi de mediocritat copernicà. Els partidaris de la primera argumenten que la presència de vida complexa en un cos planetari és fruit de grans coincidències estadístiques i que, perquè pugui donar-se, es necessita un «Júpiter» que capturi la major part de les estrelles i asteroides que es dirigeixin als planetes interiors del sistema, un satèl·lit de considerables proporcions, la ubicació a la «zona d'habitabilitat gaLàctia» i una tectònica de plaques; amb independència dels altres elements esmentats anteriorment. Aquesta teoria ha sofert importants crítiques, que la consideren excessivament restrictiva i influïda per hipòtesis creacionistes. En els últims anys, nombrosos experts han demostrat mitjançant càlculs i simulacions com a part dels principis clau de la hipòtesi de la Terra especial podrien ser erronis.
Per contra, els seguidors del principi de mediocritat en exoplanetologia afirmen que la vida complexa és comuna en l'univers. Entre els seus més famosos defensors destaca l'astrònom Frank Drake, que en 1961 va desenvolupar una equació capaç d'estimar el nombre de planetes habitats per éssers intel·ligents en la galàxia. Segons els seus propis càlculs, podrien existir entre mil i cent milions de civilitzacions tan sols en la Via Làctia. Posteriorment, les seves estimacions es van considerar errònies, pròpies d'una època en la qual els valors de gran part de les incògnites de l'equació eren totalment desconeguts. No obstant això, el principi de mediocritat sí que ha demostrat ser la pauta habitual en cosmologia, fruit de l'alt nombre d'estrelles en la galàxia i de galàxies en l'univers.
Partint de les dades de la missió Kepler, els astrònoms van estimar al novembre de 2013 que existeixen 40 000 milions d'anàlegs terrestres tan sols en la Via Làctia, uns 11 000 milions orbiten a estrelles similars al Sol. Aquestes xifres suposarien, estadísticament, que l'exoplaneta habitable més proper podria estar a tan sols 12 anys llum de distància. Aquestes dades no aclareixen quin de les dues postures s'aproxima més a la realitat, però demostren que els planetes que reuneixen les condicions bàsiques d'habitabilitat de la Terra són comunes en la galàxia.
La postura de la major part dels astrònoms se situa entre tots dos extrems. Es creu que el nombre real de civilitzacions presents en la Via Làctia és molt inferior als milions calculats per Frank Drake i que possiblement estiguin molt distants entre si per permetre la comunicació entre elles, però consideren que la vida microbiana i fins i tot complexa deu ser comuna. En el futur, les noves eines d'investigació exoplanetaria podran llançar xifres més ajustades a la realitat.

## Planetes superhabitables
Les troballes dels últims anys a través de les observacions del telescopi Kepler han sorprès als experts. Els extrems exoplanetaris semblen situar-se molt per sobre dels rècords del Sistema Solar en tots els àmbits, i els investigadors desenvolupen constantment nous models per predir la classe de planetes que podrien descobrir-se en el futur, per exemple, planetes-oceà, de carboni, etc. El gener de 2014, els astrofísics René Heller i John Armstrong van publicar els resultats d'una extensa investigació en Astrobiology, on predeien la possible existència de planetes «superhabitables», objectes de massa planetària similars a la Terra que serien fins i tot més aptes per a la vida que els anàlegs terrestres.

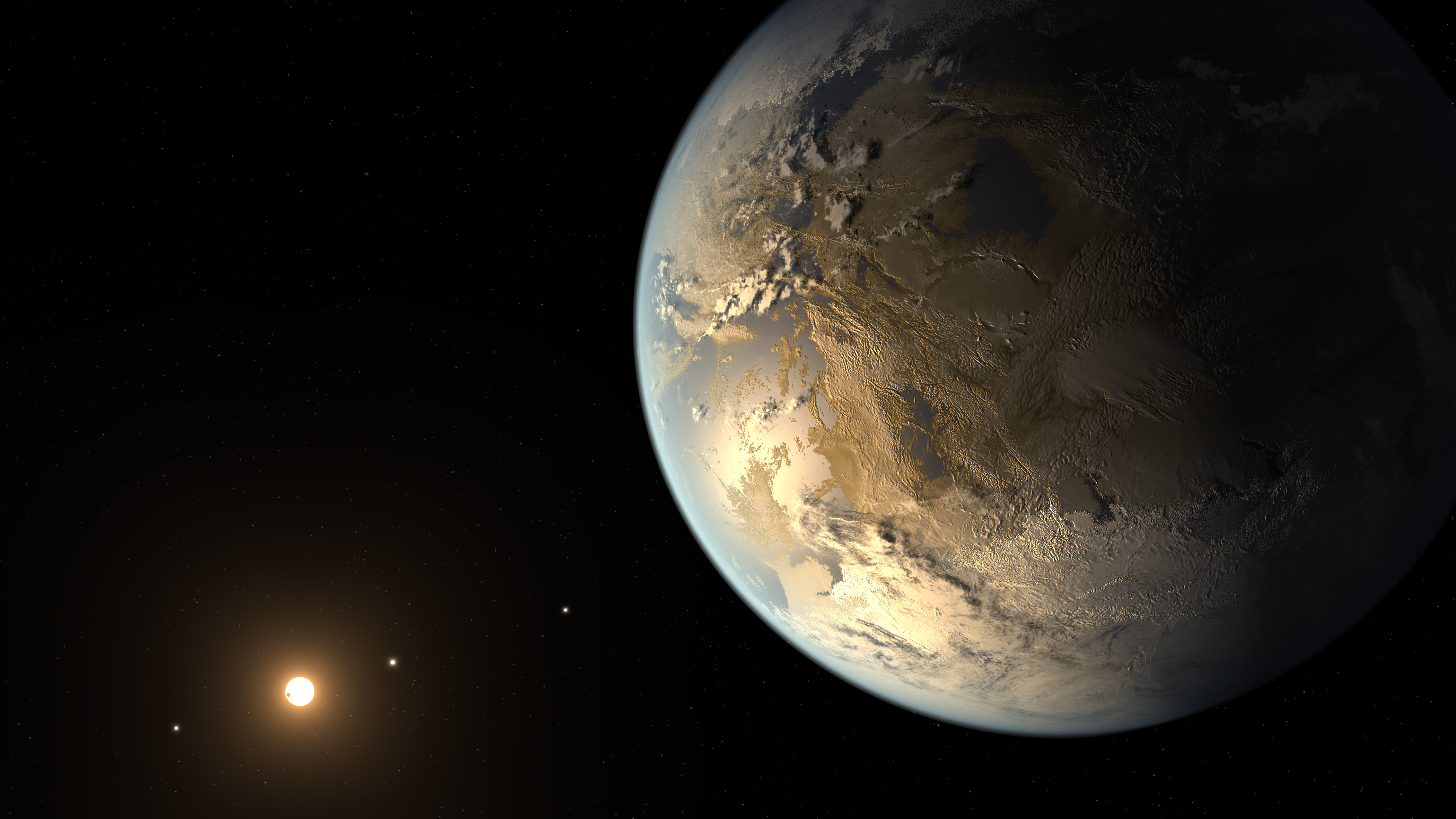
Impressió artística d'un exoplaneta amb unes condicions similars a les quals podria presentar Kepler-442b.

El Laboratori d'Habitabilitat Planetària, en anglès, PHL, de la Universitat de Puerto Rico en Arecibo ha creat una sèrie de ràtios addicionals a l'IST que estimen les condicions que poden presentar-se en un exoplaneta a partir de la informació disponible, assignant al seu torn el valor corresponent per a la Terra. El màxim IST assolible es correspon amb el valor 1 del nostre planeta i qualsevol cos planetari amb una qualificació similar seria considerat com un bessó de la Terra, a costa de noves observacions. No obstant això, la pròpia Terra no aconsegueix l'òptim en la resta de barems. Per exemple, solament obté un valor de 0,72 per la «habitabilitat primària comuna», definida com la «capacitat per sustentar la vida vegetal», per la seva atmosfera relativament escassa. Tampoc aconsegueix la millor puntuació en «distància respecte al centre de la zona habitable» (-0.5), ja que es troba desplaçada cap al confín intern d'aquesta regió.
Entre els exoplanetes l'existència dels quals ha pogut ser confirmada, hi ha diversos que superen a la Terra en alguns d'aquests apartats. Per exemple, Kepler-442b se situa més proper al centre de la zona habitable de la seva estrella que la Terra i s'estima que la densitat atmosfèrica corresponent a un cos de les seves característiques seria més adequada per a la vida. No obstant això, la seva temperatura mitjana el converteix en un psicroplaneta, possiblement massa fred per superar les condicions d'habitabilitat de la Terra tret que la seva composició atmosfèrica faci que sigui més càlid del previst.
Altres factors en els quals l'habitabilitat de la Terra pot veure's superada són el tipus estel·lar, el camp magnètic, la profunditat mitjana dels seus oceans i la tectònica de plaques. Les estrelles tipus K, també conegudes com a nanes taronges, són menys lluminoses que les de tipus G com el Sol, però el seu cicle vital és notòriament superior. A més, tenen la suficient massa per superar els problemes de cara a l'habitabilitat que presenten les nanes vermelles, per la qual cosa podrien ser més adequades per sustentar vida que els anàlegs solars. Quant a la tectònica de plaques, els models de Heller i Armstrong prediuen que els cossos amb masses properes a 2 M⊕ poden exercir millor aquesta activitat geològica. A més, en ser més massius, és probable que tinguin un camp magnètic major que els ofereixi una millor protecció enfront del vent estel·lar i que la seva atmosfera sigui més densa que la terrestre sense aconseguir els extrems de Venus. Finalment, la profunditat mitjana dels oceans de la Terra no afavoreix la presència de vida marina, més abundant i diversa en regions poc profundes. Planetes amb uns oceans de menor profunditat podrien ser més aptes per a la vida.
Arran d'aquestes hipòtesis, Heller i Armstrong proposen l'ús d'un terme, «mons superhabitables», per definir a aquells planetes que presenten unes condicions per a la vida millors que les de la Terra. S'estima que la seva aparença i característiques serien semblants a les d'un anàleg a la Terra, però la seva IST no aconseguiria valors extremadament propers a 1 a conseqüència de les seves subtils diferències, encara que sí relativament propers. De moment, no s'ha descobert cap exoplaneta confirmat o candidat capaç de reunir totes les característiques pròpies d'un món superhabitable.

## Terraformació

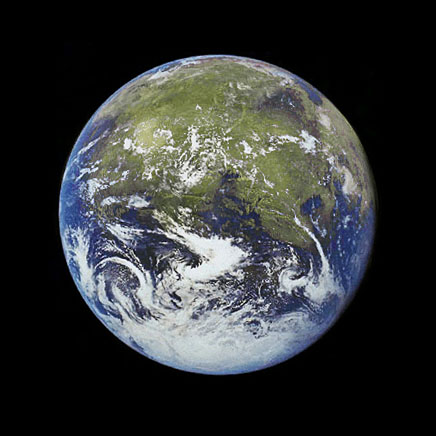
Representació artística de Mart terraformat.

La terraformació d'un planeta, satèl·lit o un altre cos celeste, és un procés hipotètic de modificació deliberada de l'atmosfera, temperatura i topografia superficial; per adaptar-lo a les exigències de la vida a la Terra.
La terraformació permetria a la humanitat colonitzar a gran escala un planeta salvant les grans distàncies de l'espai interestel·lar. Experts de tot el món han desenvolupat tècniques teòriques per escometre aquest procés en els candidats més propers, Mart i Venus. Amb les modificacions necessàries, Venus podria arribar a convertir-se en un anàleg a la Terra després d'un procés considerablement més llarg i costós que el marcià. Mart, amb una massa molt per sota de la terrestre, no podria aconseguir aquest estat i qualsevol procés d'aquesta índole seria temporal. Eventualment perdria la seva atmosfera a conseqüència de la seva menor gravetat i magnetosfera.
És possible que en sistemes estel·lars propers existeixin planetes no aptes per a la vida que requereixin molt pocs canvis per ser habitables, resultant en un procés més econòmic i assequible amb grans possibilitats per a la humanitat. En qualsevol cas, la tecnologia actual no permet realitzar aquestes modificacions en les condicions d'un planeta a l'escala necessària i possiblement és un procés fora de l'abast de l'ésser humà fins diverses dècades després, i fins i tot segles.

## Una nova llar
El següent pas lògic després de detectar, confirmar i analitzar degudament les condicions d'un anàleg a la Terra, seria enviar sondes espacials per estudiar-lo en profunditat i obtenir imatges superficials i, posteriorment, projectar missions tripulades. Fins i tot si el bessó de la Terra més proper es trobés a poques desenes d'anys llum, el viatge seria impossible d'escometre amb els mitjans disponibles en l'actualitat. La nau més ràpida enviada per l'ésser humà a l'espai, la Voyager 1, viatja a 1/18.000 de la velocitat de la llum. A aquesta velocitat, trigaria 76.000 anys a arribar a Proxima Centauri, l'estrella més propera (4,23 anys llum). Amb la tecnologia actual, seria possible desenvolupar en pocs anys una nau de propulsió nuclear de pols que reduís el temps de recorregut a menys d'un segle, però per arribar als exoplanetes habitables més propers es necessitarien centenars o fins i tot milers d'anys.

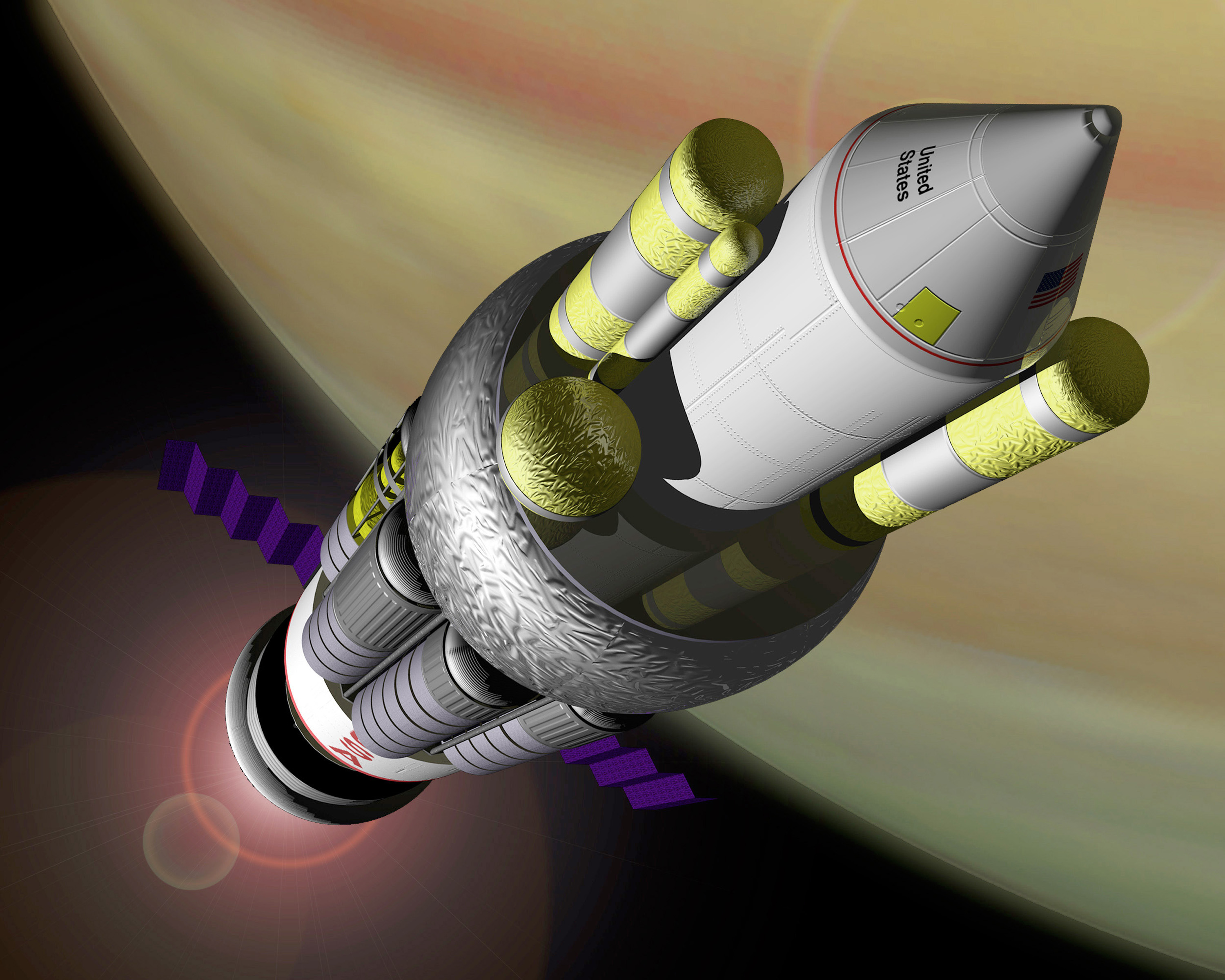
Concepció artística del Projecte Orió de la NASA.

Un viatge d'aquesta durada tindria greus problemes per a la tripulació com l'exposició perllongada a la ingravitació, a més de superar amb escreix el temps de vida de la tripulació. Seria necessari recórrer a naus generacionals, animació suspesa, o a embrions congelats incubats en la pròpia nau. Aquests mitjans requeririen importants avanços científics.
Una altra alternativa seria desenvolupar nous motors que reduïssin substancialment el temps de viatge. Els coets de fusió podrien aconseguir fins a un 10% de la velocitat de la llum, davant del 3% ofert per la propulsió nuclear de pols. Els ramjets interestel·lars i, especialment, els coets d'antimatèria aconseguirien velocitats properes a les de la llum, on la dilatació temporal reduiria considerablement el temps de viatge per als tripulants. Les naus d'embranzida per curvatura podrien aconseguir velocitats superlumíniques deformant l'espaitemps per «apropar» el punt de destinació. Els científics estan treballant actualment amb tecnologia de fusió nuclear en el projecte ITER, però el seu ús quotidià està lluny d'aconseguir-se, i més encara la seva utilització en motors espacials. La resta d'alternatives poden no ser viables fins diversos segles o mil·lennis més tard, si alguna vegada arriben a ser-ho.
El documental Evacuar la Terra, emès per National Geographic al desembre de 2012, proposa l'ús d'una nau generacional gegant construïda a l'espai i impulsada per propulsió nuclear de pols. La nau giraria sobre si mateixa creant una sensació de gravetat que podria reduir l'impacte de llargs períodes d'ingravitació. És possible que la combinació de diversos dels elements descrits anteriorment sigui la solució a aquest tipus de viatges.
Les colònies humanes disseminades per la Via Làctia es trobarien pràcticament incomunicades amb la Terra, ja que qualsevol missatge enviat o rebut trigaria anys, dècades i fins a segles a recórrer les enormes distàncies espacials. Haurien de ser totalment autònomes i estar preparades per assumir qualsevol contingència sense rebre ajuda externa.
El físic Stephen Hawking ha expressat l'opinió que les colònies en anàlegs a la Terra garantirien la supervivència de l'ésser humà més enllà del proper mil·lenni.